# Номерні знаки Куби

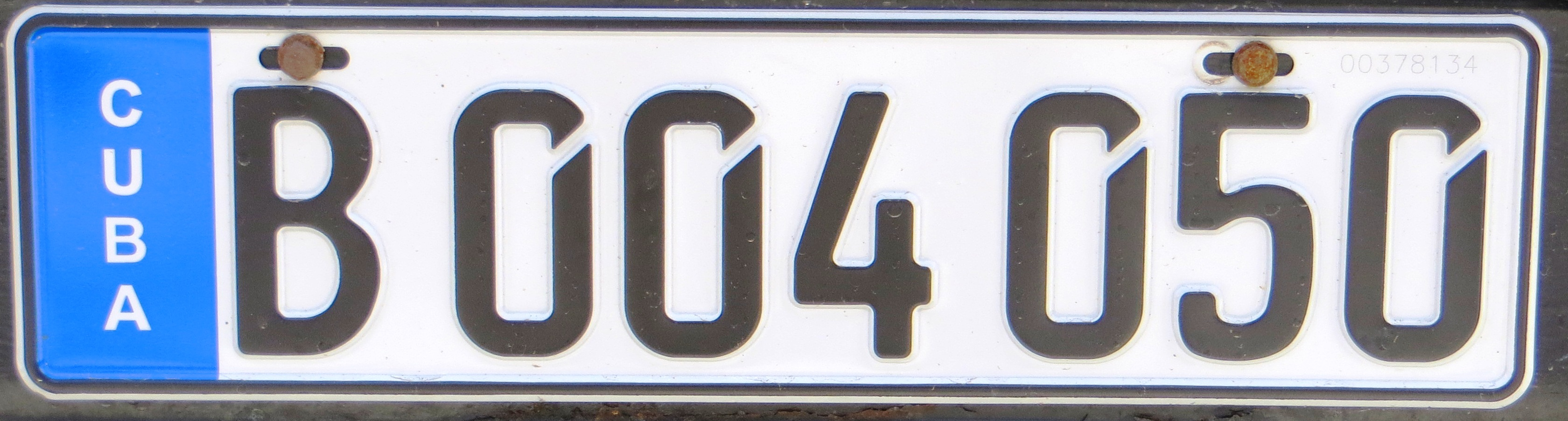
З синьою стрічкою.

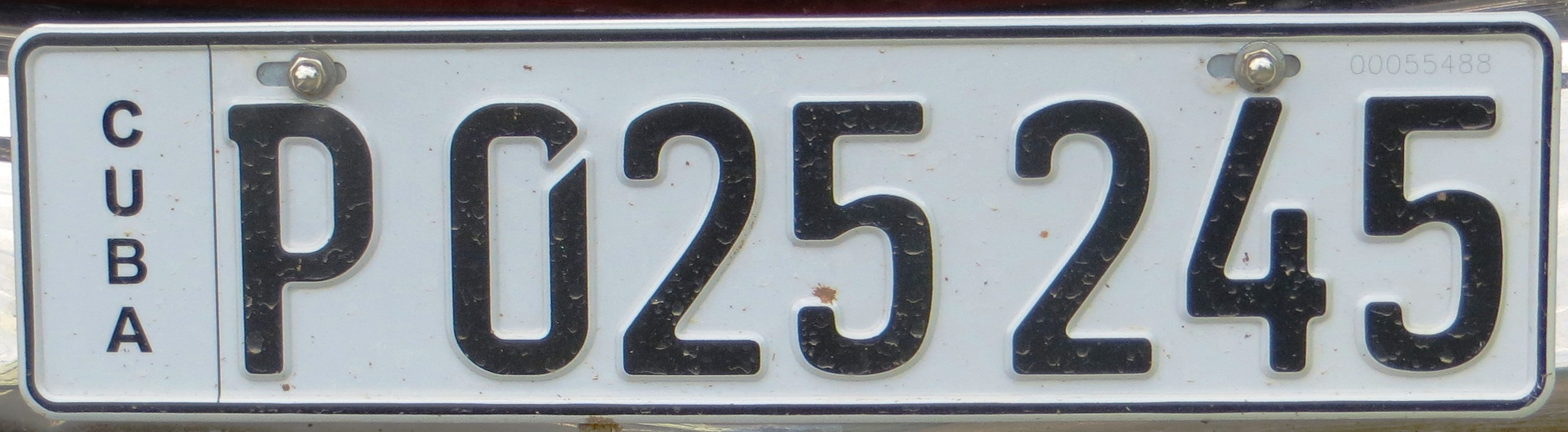
З білою стрічкою.

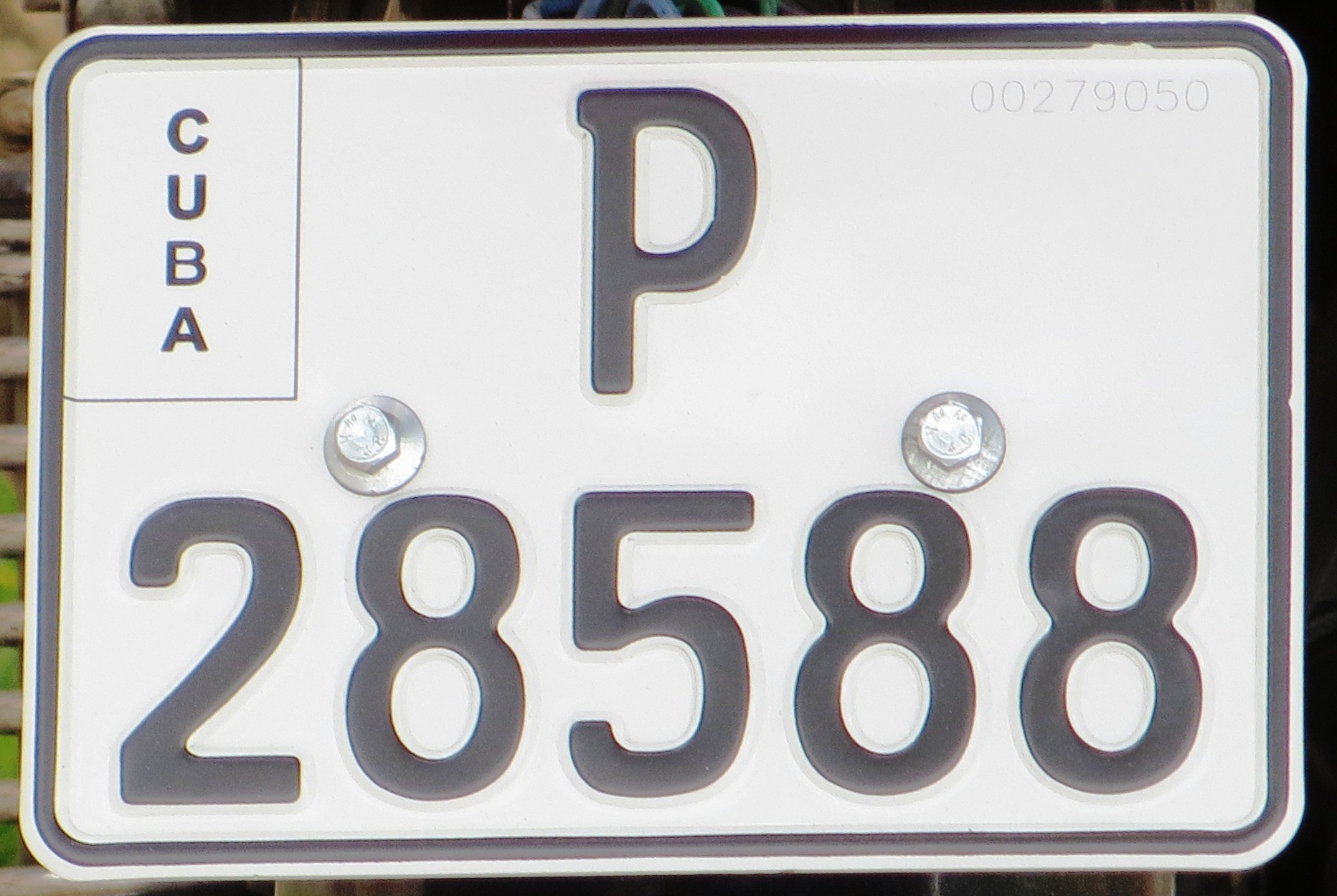
З білою стрічкою.

Код Куби для міжнародного руху ТЗ С або CU.
Чинні номерні знаки Куби запроваджено в 2013 році. Існує два типи номерних знаків для автотранспорту і два — для мотоциклів.
Автомобільні номерні знаки однорядкові та мають розміри 420×110 мм. Синя стрічка з вертикальним написом «CUBA» ліворуч є покажчиком неприватного транспорту, біла — приватного. Комбінація складається із префікса (одна літера) та номера (шість цифр). Літера є покажчиком приналежності (відомчої або іншої).
Номерні знаки для мотоциклів — дворядкові та мають розміри 200×140 мм. Синя або біла стрічки в лівому верхньому куті мають аналогічний сенс. Комбінація складається з префікса (верхній рядок) та номера в нижньому рядку (п'ять цифр).

## Префікси кодування
| Префікс | Тип ТЗ                                                         |
| ------- | -------------------------------------------------------------- |
| A       | ТЗ Державних органів управління                                |
| B       |                                                                |
| C       | Консульський транспорт                                         |
| D       | Дипломатичний транспорт                                        |
| E       | Адміністративно-технічний персонал дипломатичних представництв |
| F       | Армія                                                          |
| G       | не задіяна                                                     |
| H       | не задіяна                                                     |
| I       | заборонено до використання                                     |
| J       | не задіяна                                                     |
| K       | Іноземні громадяни (біла стрічка)                              |
| K       | Спільні підприємства (синя стрічка)                            |
| L       | не задіяна                                                     |
| M       | Міністерство внутрішніх справ                                  |
| N       | не задіяна                                                     |
| O       | заборонено до використання                                     |
| P       | Приватні ТЗ                                                    |
| Q       | заборонено до використання                                     |
| R       | не задіяна                                                     |
| S       | заборонено до використання                                     |
| T       | Туристичний транспорт для іноземців                            |
| U       | не задіяна                                                     |
| V       | не задіяна                                                     |
| W       | заборонено до використання                                     |
| X       | не задіяна                                                     |
| Y       | не задіяна                                                     |
| Z       | заборонено до використання                                     |

## Номерні знаки 2002–2013рр

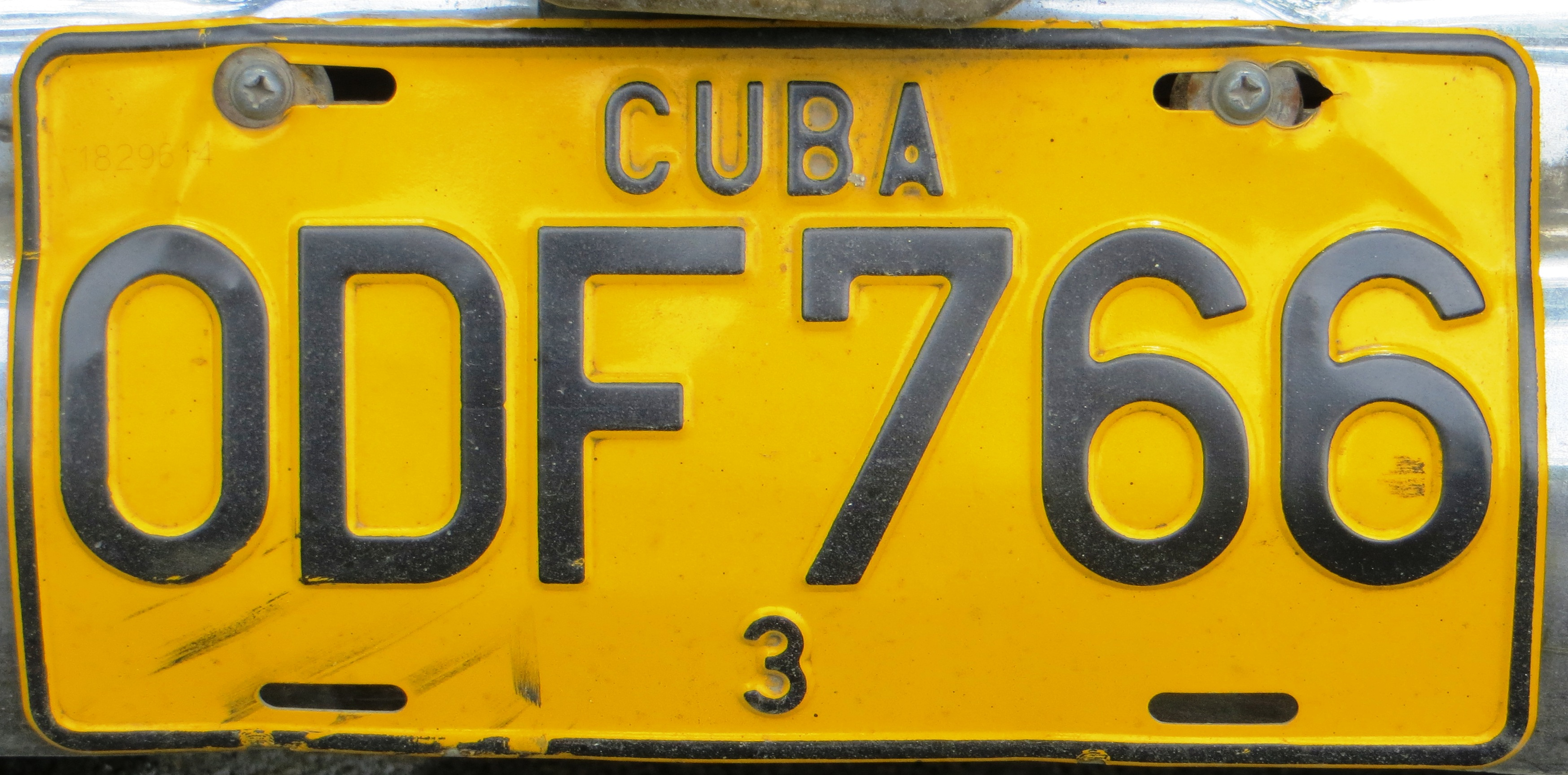
Приватний легковик.

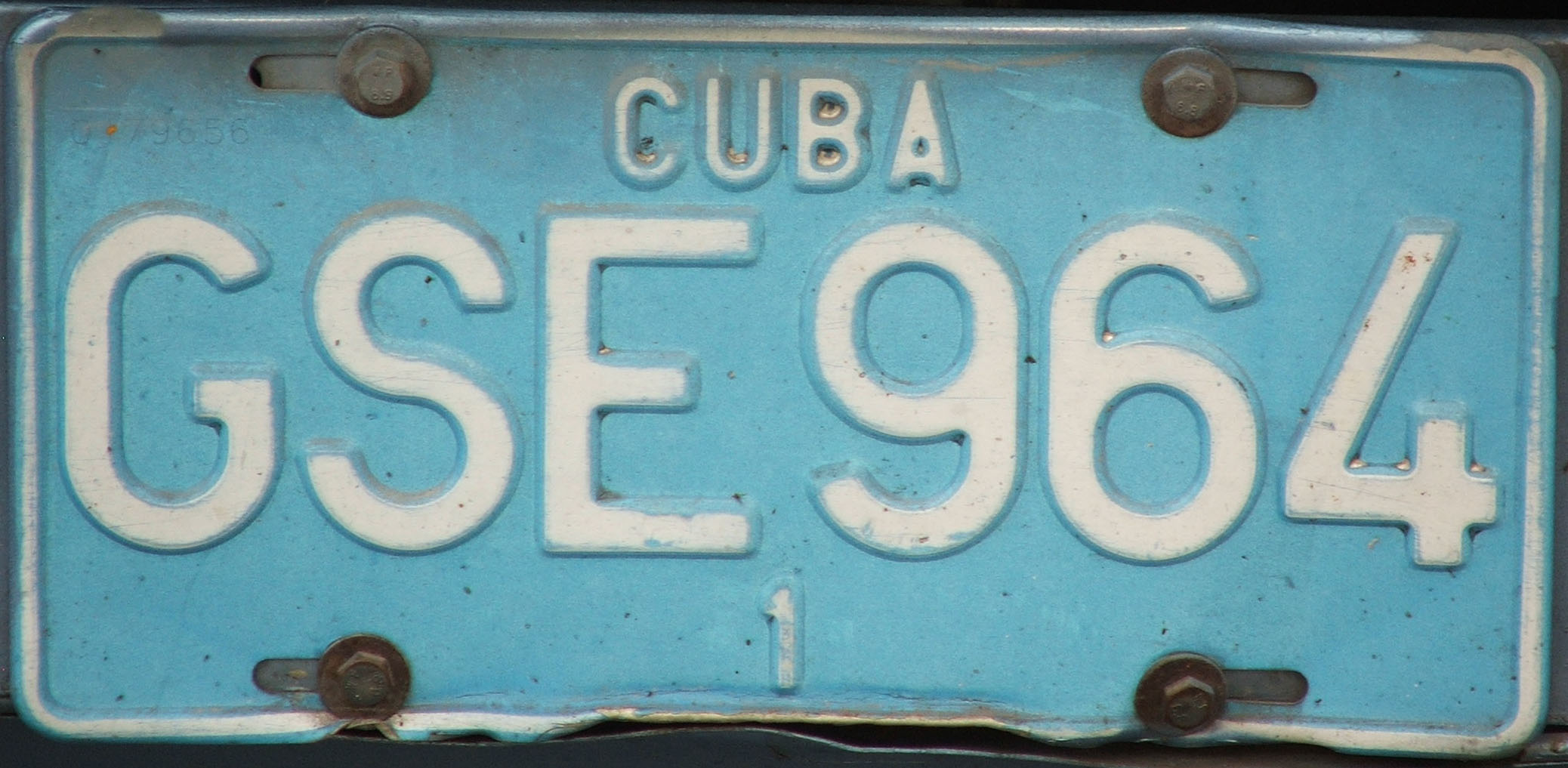
Неприватний автобус.

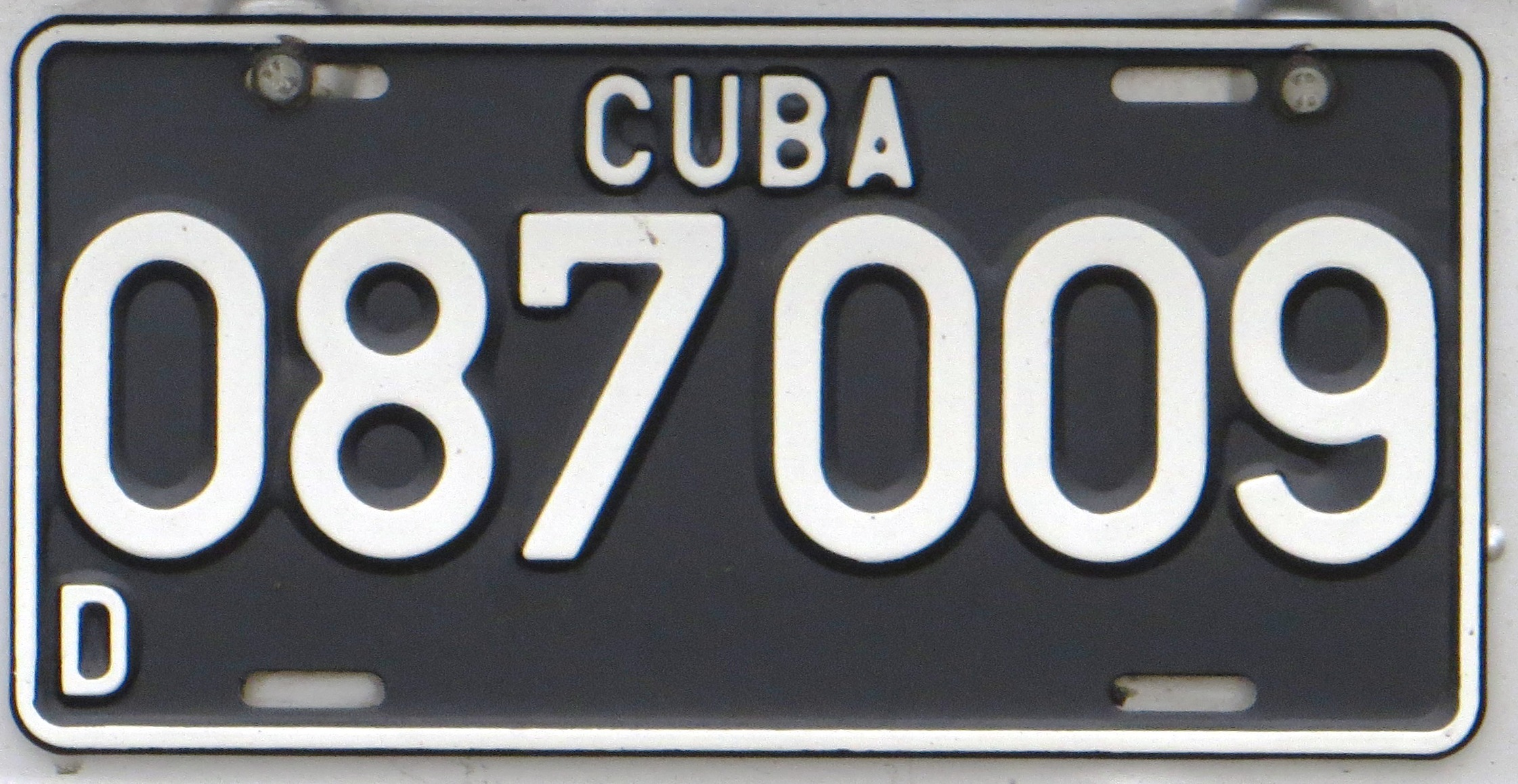
Дипломатичний транспорт.

Від 2002 р. використовувалися трирядкові номерні знаки Північноамериканського стилю. Основний середній рядок складався з трьох літер та трьох цифр. Перша літера означала код регіону реєстрації ТЗ, друга — відомча або інша приналежність, третя — серія. Верхній рядок містив напис «CUBA», нижній — одну цифру, що позначала тип транспортного засобу. Кольорове забарвлення номерних знаків було покажчиком приналежності.
Номерні знаки мотоциклів були дворядковими і містили аналогічну інформацію.

### Регіональне кодування
| Покажчик | Регіон                       |
| -------- | ---------------------------- |
| A        | Сьєго-де-Авіла (провінція)   |
| B        | Ла Гавана (провінція)        |
| C        | Камагуей (провінція)         |
| D        | не задіяна                   |
| E        | не задіяна                   |
| F        | Сьєнфуегос (провінція)       |
| G        | Гранма (провінція)           |
| H        | Гавана                       |
| I        | Ісла-де-ла-Хувентуд          |
| J        | не задіяна                   |
| K        | не задіяна                   |
| L        | не задіяна                   |
| M        | Матансас (провінція)         |
| N        | Гуантанамо (місто)           |
| O        | Ольгін (провінція)           |
| P        | Пінар-дель-Ріо (провінція)   |
| Q        | не задіяна                   |
| R        | не задіяна                   |
| S        | Санкті-Спірітус              |
| T        | Лас Тунас                    |
| U        | Сантьяго-де-Куба (провінція) |
| V        | Вілья-Клара (провінція)      |
| W        | не задіяна                   |
| X        | не задіяна                   |
| Y        | не задіяна                   |
| Z        | не задіяна                   |

### Покажчик приналежності
| Покажчик | Приналежність ТЗ                    |
| -------- | ----------------------------------- |
| A        | Апарат управління                   |
| B        | Кооператив                          |
| C        | не задіяна                          |
| D        | приватні ТЗ                         |
| E        | приватні ТЗ                         |
| F        | приватні ТЗ                         |
| G        | приватні ТЗ                         |
| H        | приватні ТЗ                         |
| I        | не задіяна                          |
| J        | не задіяна                          |
| K        | ТЗ іноземних громадян               |
| L        | не задіяна                          |
| M        | не задіяна                          |
| N        | не задіяна                          |
| O        | не задіяна                          |
| P        | не задіяна                          |
| Q        | не задіяна                          |
| R        | приватні мотоцикли                  |
| S        | ТЗ державної форми власності        |
| T        | ТЗ державної форми власності        |
| U        | ТЗ державної форми власності        |
| V        | ТЗ державної форми власності        |
| W        | ТЗ державної форми власності        |
| X        | не задіяна                          |
| Y        | мотоцикли державної форми власності |
| Z        | мотоцикли державної форми власності |

### Тип транспортного засобу
| Покжчик | Тип ТЗ                  |
| ------- | ----------------------- |
| 1       | Автобус                 |
| 2       | Вантажний автомобіль    |
| 3       | Легковий автомобіль     |
| 4       | Фургон                  |
| 5       | Пікап                   |
| 6       | Причіп                  |
| 7       | Повнопривідний легковик |
| 8       |                         |
| 9       | Мікроавтобус            |
| 0       |                         |

### Кольорове забарвлення
| приватні ТЗ та приватні ТЗ іноземців |
| ТЗ кубинських юридичних осіб         |
| ТЗ Державного апарату управління     |
| ТЗ місцевого апарату управління      |
| ТЗ іноземних юридичних осіб          |
| ТЗ кооперативів                      |
| Дипломатичні ТЗ                      |
| Тимчасові НЗ для проданих ТЗ         |
| Революційні Збройні Сили             |
| Міністерство внутрішніх справ        |

## Номерні знаки до 2002р

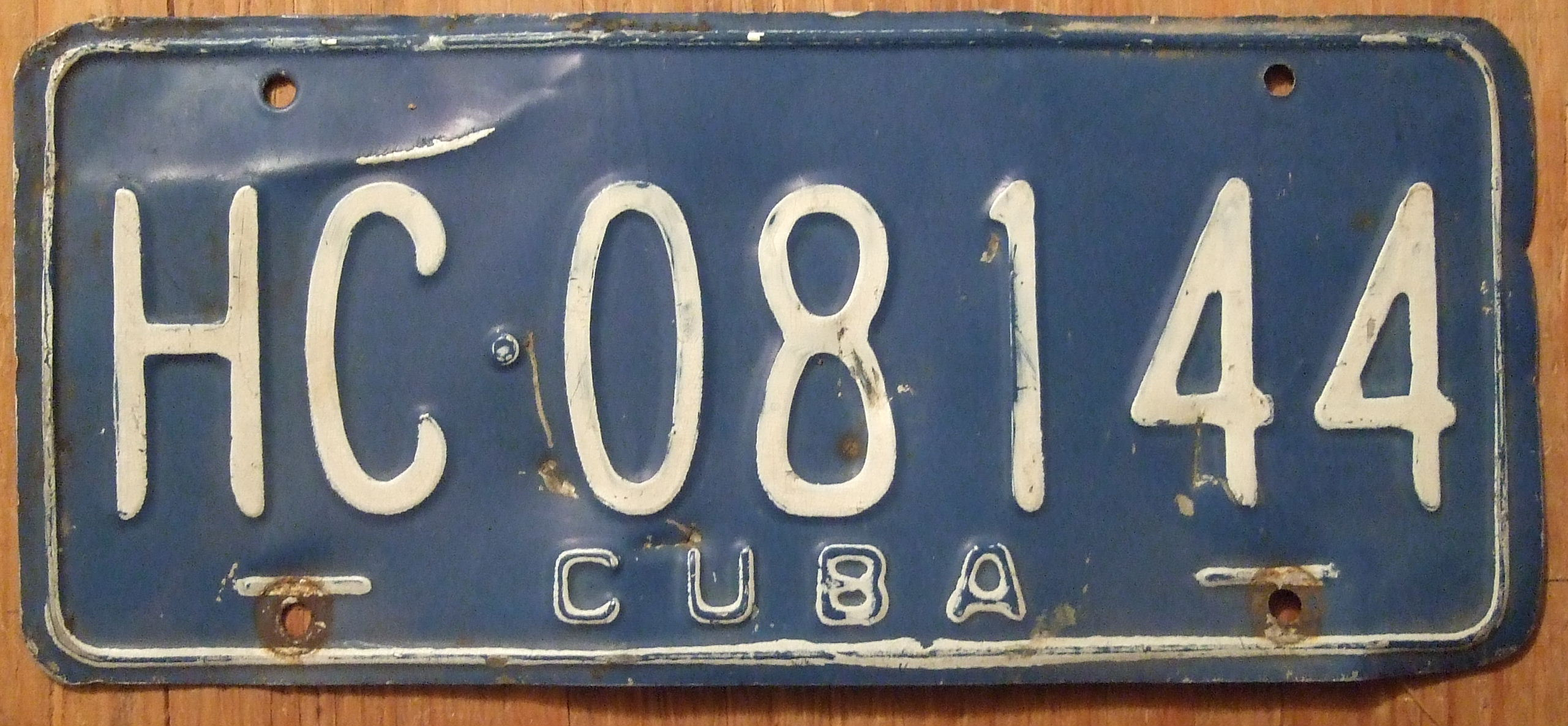
Неприватний ТЗ.

До 2002 р. використовувалися номерні знаки зразку 1978 р., що мали літерний префікс регіону (з додатковою літерою) та набір цифр (до п'яти).

## Номерні знаки до 1978р
До 1978 року у вжитку була схема 1934 року. Кольорове забарвлення змінювалося в залежності від періоду видачи НЗ. Основні символи містилися у форматах 1-234; 12-345; 123–456. 